# Антон Раафф
Антон Рааф (також Антоніус Рааф; * 6 травня 1714, Гельсдорф поблизу Бонна; † 28 травня 1797, Мюнхен) — німецький оперний співак (тенор).
Навколо життя Антона Раафа існує багато історій і легенд. Наприклад, кажуть, що він народився як син бідного пастуха.
Доведено, що він народився в 1714 році в Гельсдорфі поблизу Бонна як син Йоганнеса Раафа та Анни Маргарети, уродженої Кох. Після народження, коли саме невідомо, сім'я переїхала до Холзема, де батько, можливо, став керуючим маєтком у замку Гуденау.
Антон Раафф отримав освіту у відомій єзуїтській середній школі в Бонні. Його участь у виставі гімназії задокументована 1726 роком. Саме там курфюрст Клеменс Август вперше почув його після закінчення школи, він взяв його під свою опіку і взяв на роботу придворним і камерним музикантом у 1736 році.
Раафф навчався в Мюнхені у Антоніо Бернаккі та в Болоньї у падре Джамбаттіста Мартіні. Ще в 1742 році Раафф співав у Флоренції та Венеції, а також на коронації імператора Карла VII у Франкфуртському соборі. У тому ж році він повернувся до двору Клеменса Августа в Бонні і став придворним співаком курфюрста. Курфюрст відхилив його прохання стати священиком.
Раафф залишався при боннському дворі до 1749 року, а потім прийняв заручини у віденському дворі імператриці Марії Терезії. Потім послідували виступи на найважливіших судах Європи, таких як Болонья, Ліворно, Мадрид і Лісабон.
У 1755 році він познайомився з кастратом Фарінеллі, з яким незабаром зблизився. У 1760 році Раафф співав при дворі короля Неаполя, де він став провідним тенором неаполітанської опери. Він пробув там дев'ять років, перш ніж переїхати через Флоренцію до Мангеймської опери, де Вольфганг Амадей Моцарт почув його спів у 1777 році. Антон Раафф уже був знаменитою зіркою сцени, яка перебувала в зеніті свого мистецтва. Через два роки Моцарт написав для нього головну партію «Ідоменея».
Ця опера також стала останньою головною роллю Рааффа. Після 1781 року він більше не співав на сцені, а лише в церквах, а також давав уроки співу. В останні роки перед смертю він жив у Мюнхені в родині зі своїм давнім другом, священиком і нумізматом Францем Ігнацом фон Штребером, причому обидва вели чітко релігійне життя, але також були активними в мистецтві та науці. [1]
Антон Раафф був, мабуть, найвідомішим тенором 18 століття. У своїй книзі «Європейський Мангейм» (1940) Ернст Леопольд Шталь писав про нього:
«Чотири десятиліття надзвичайної міжнародної слави не змогли позбавити його ні його особистої простоти, ні його релігійності, які тоді майже не зустрічалися у світі співу і які, навіть на піку його успіху, викликали у нього бажання перетворитися на духовенство. Якщо він у сімдесят років ще міг триматися на сцені, як навряд чи хтось інший, то не лише тому, що він досконало навчився співати й постійно це вдосконалював, а тому, що за співом стояла людина з душевною теплотою. серце…”